# 年中行事絵巻
年中行事絵巻（ねんじゅうぎょうじえまき）は、宮中の年中行事を題材とした平安時代末期の絵巻物。原本は後白河上皇の命で常盤光長らにより60巻が描かれたとされるが現存せず、その一部を写した江戸時代以降の模本が複数知られる。

## 概要
平安時代の貴族にとって宮中の年中行事（儀式）をしきたりに従ってつつがなく遂行することは重要な仕事の一つだった。それらの年中行事を解説する書物として『本朝月令』『江家次第』などが編まれ、内裏清涼殿にも年中行事障子という年中行事の名を書き上げた障子が設置されていた。儀式を図によって解説した書物としては平安時代後期の『雲図抄』の例があり、これらは儀式次第を知ろうとする貴族に重宝されていた。実在したものかは分からないが、『源氏物語』絵合巻には、節会の趣ある場面を画家に描かせ、延喜の帝（醍醐天皇）が詞書を記したものに巨勢金岡の子・公望に斎王群行の日の大極殿の儀式の絵を描き加えさせたという話がある。

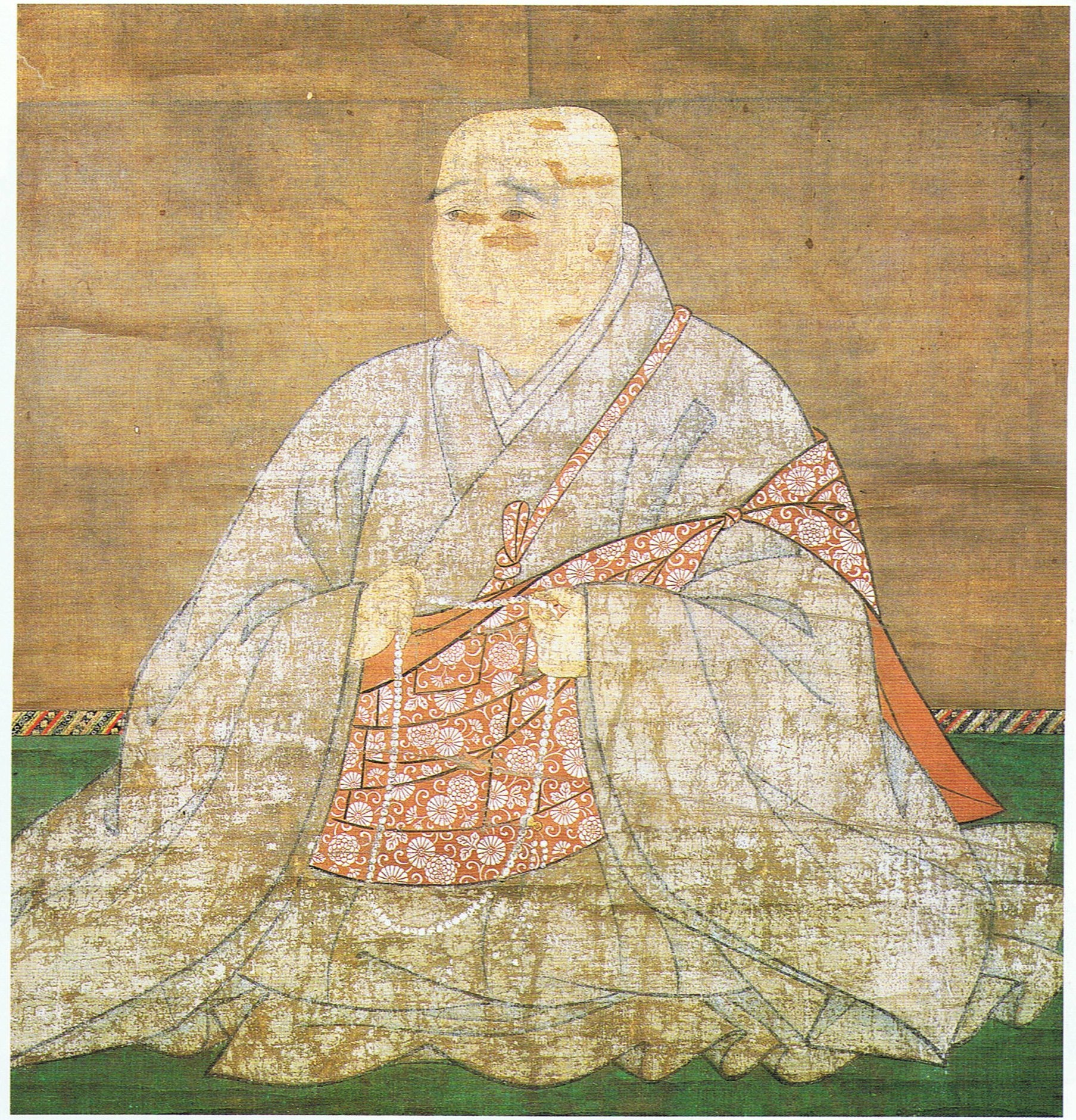
後白河法皇

保元2年（1157年）に大内裏の造営を行った後白河天皇は、信西の補佐のもと翌年124年ぶりに内宴を実施、さらに36年ぶりに相撲節会を実施するなど朝儀の再興を行い、さらに同年二条天皇へ譲位、二条天皇の即位式も新造大内裏で挙行された。『年中行事絵巻』が作られた背景にはこれら儀式を記録として残そうという意図があったと指摘されている。
『年中行事絵巻』の制作については、建長6年（1254年）成立の『古今著聞集』巻11に次の逸話が見える。後白河院の御代、年中行事を絵に描き、当時の有職故実の大家であった関白・松殿基房に進覧したところ、誤りに押紙（付箋）を付して後白河院に返却された。後白河院はこれほどの人物が自筆の押紙をしたならば描き直すまでもなく重宝であると認めて、蓮華王院の宝蔵に納めさせた。この押紙がつけられたまま今に伝わるという。
成立時期の下限としては松殿基房が失脚した治承3年（1179年）が考えられる。描かれている儀式の年代としては内宴が保元3年（1158年）と翌年の2度だけ実施されたものであり、大饗が仁安元年（1166年）の東三条殿焼失以前、朝覲行幸が応保3年（1163年）の二条天皇によるものと推察されている。『言継卿記』天文18年（1549年）9月11日条では「奥書天平元年トアリ」とされているが、小松茂美はこれを承安元年（1171年）を虫損などにより見誤ったものと推測し、同年の成立とみている。

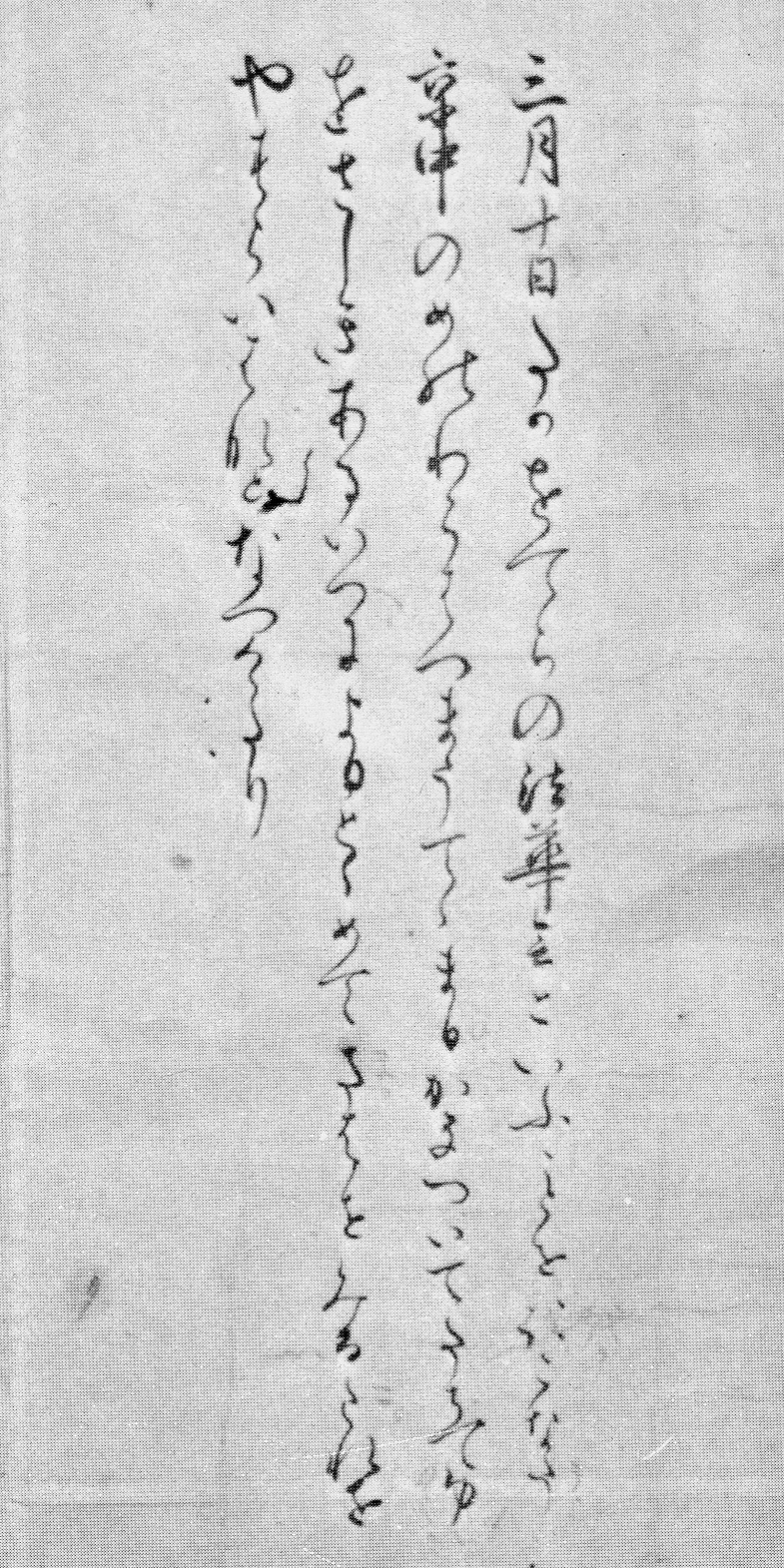
田中別本詞書

作者については住吉本の奥書は「所々言葉者雅経卿　絵者光長」と書いており、詞書を飛鳥井雅経、絵を常盤光長によるものとしている。しかし、承安3年（1173年）に最勝光院の障子絵を描いている常盤光長は問題がないが、1170年の生まれの飛鳥井雅経は時代が合わない。小松茂美は、田中別本の詞書から、『伴大納言絵詞』や徳川本『源氏物語絵巻』竹河・橋姫巻と同様、藤原教長の手による書と推測している。『言継卿記』では「光長、秀能、言ゝ等」の作とされている。福山敏男は光長のほかに制作に関与した絵師として、光長と共同制作の記録がある藤原隆信や、巨勢宗茂・藤原隆能の名を挙げている。
巻数については、『民経記』天福元年（1233年）5月条に蓮華王院北宝蔵から年中行事絵四合を取り出したとの記述があることから、かなりの分量が元々存在したとみられている。江戸時代の文献では60巻とされることが多く、それを信じれば48巻からなる『法然上人絵伝』を超える日本最多の巻数の絵巻物であったこととなる。模本は45から50センチ程度の料紙を用いている場合が多く、原本もそれに近い大型のものであったことが推察される。朝覲行幸の巻には1003人もの数の人物が描かれ、日本の絵巻物のうち最大の人数を描く巻である。
原本は前述のように元々は蓮華王院宝蔵に収蔵されていたが、室町時代以降内裏で保管されていた。永享3年（1431年）から翌年にかけて内裏から借りて写しを作らせた記録もある（『看聞日記』）。江戸時代前期に住吉本が模写された後のいずれかの時期の内裏火災によって原本は焼失したとみられる。江戸時代の内裏火災としては承応2年（1653年）6月、万治4年（1661年）1月、寛文13年（1673年）5月、宝永5年（1708年）3月、天明8年（1788年）正月、嘉永7年（1854年）4月に発生したものがあるがいずれの火災で焼失したかは史料を欠き特定できない。小松茂美は住吉本の奥書が書かれた寛文2年より前に失われたとみて万治4年の火災と推測している。現存模本では7・8・9・12月の行事がほとんどなく、比較的多くが残る1・2月においても白馬節会・釈奠などの行事の絵を欠くため、江戸時代以前にこれらの部分は失われていたとみられる。

## 模本
大きく分けて住吉本と鷹司本の2系統があると考えられている。

### 住吉本系統
住吉本（16巻、田中別本と併せて19巻）
現存最古の模本。住吉如慶の手による写しで、各巻末に「土佐内記」と署名していることから寛文元年（1661年）以前に写されたとみられ、如慶はのちに奥書を書き加えて「住吉如慶」の署名を残している。署名が巻の途中に入り込んでいたり、奥書と段数が一致しないなど、如慶による作成時以降も錯簡がある。明治時代後期まで住吉家の所蔵だったようだが、大正時代初めまでに田中有美の手に渡った。うち7巻が彩色。
芸大Ⅰ本（15巻）
東京芸術大学蔵。安永元年（1772年）の奥書を有し、住吉広守による写しか。住吉本が現在の形になる以前の状態を伝える模本。
京大本（13巻）
天明8年（1788年）および9年の奥書を有する巻があり、京都の国学者・山田以文の蔵本で、のちに豊宮崎文庫に納められた。京都大学蔵。内容は住吉本との一致が多いが現在の住吉本にない内容を含む。
陽明文庫Ⅰ本（7巻）
陽明文庫蔵。寛政・文化ごろの模本。
陽明文庫Ⅱ本（11巻）
別紙目録によれば、原在明による天保11年（1840年）の写しで、もと16巻。ほとんど住吉本と一致するが春日祭使出立の巻は別系統の写し。
東博本（48巻）
狩野家に伝来したもので、所蔵する東京国立博物館では甲19巻、乙20巻、丙9巻に分けており重複がある。文化9年（1812年）に狩野探幽による模本を狩野養信が写したとの奥書を有する巻がある。
松岡本（25巻）
江戸最末期の写しで、宮内庁書陵部蔵。内容は京大本に近い。

### 鷹司本系統
鷹司本（20巻）
鷹司家に伝来し、昭和3年（1928年）に献納され現在宮内庁書陵部蔵。もと19巻で「女舞・闘草」1巻を加えて20巻。江戸時代後期の写し。
田中別本（3巻）
住吉本とは別の経路で田中家の所蔵となった本。鷹司本系統で、江戸時代末から明治時代の写本。第3巻は諸本の中で唯一詞書を有する。
以上のほか、角川本（角川源義蔵本）、伏見稲荷大社本、小堀鞆音旧蔵本、芸大Ⅱ本などが確認されている。

## 描かれる年中行事
数字は現存模本の何巻に含まれているかを示す。巻番号と行事比定は『新修日本絵巻物全集』による。
| 月日         | 行事                               | 住吉本・田中別本 | 鷹司本 | 京大本 |
| ------------ | ---------------------------------- | ---------------- | ------ | ------ |
| 1月1日       | 家拝礼儀                           |                  | 1      |        |
| 1月2日       | 朝覲行幸                           | 1                |        | 1、2   |
| 1月2日       | 中宮大饗                           | 6                |        | 3      |
| 1月2日       | 摂関家臨時客                       | 6                |        |        |
| 1月4日       | 大臣家大饗                         | 10、別2          | 2      | 3      |
| 1月上旬      | 正月印地                           | 16               |        |        |
| 1月上旬      | 毬杖                               | 16               |        |        |
| 1月8日-14日  | 御斎会                             | 6、7             |        | 4      |
| 1月8日       | 後七日御修法                       | 6                |        | 5      |
| 1月11日-13日 | 除目                               | 12、別2          | 5      | 5      |
| 1月16日      | 踏歌                               | 10               |        | 5      |
| 1月16日      | 外記政始                           | 別2              | 7      | 6      |
| 1月18日      | 射遺・賭射                         | 4                |        | 5      |
| 1月21日      | 内宴                               | 3、5             |        | 6      |
| 毎月1日      | 外記政                             |                  |        | 13     |
| 毎月1日      | 陽明門出立                         | 別2              | 7      |        |
| 2月上丑      | 園韓神祭                           |                  | 6      | 6      |
| 2月上未      | 春日祭使出立                       | 別2              | 20     |        |
| 2月上未      | 春日詣                             |                  | 8      |        |
| 2月12日      | 馬寮図（円融院御八講？）           |                  | 9      |        |
| 2月          | 式部省図（省試？）                 |                  | 1      |        |
| 2月          | 臨時仁王会                         |                  |        |        |
| 3月3日       | 御燈御祓                           | 6                |        | 6      |
| 3月3日       | 闘鶏                               | 3                | 10     | 13     |
| 3月上旬      | 蹴鞠                               | 3                |        | 8      |
| 3月8日       | 高雄法華会                         | 別3              |        |        |
| 3月10日      | やすらいはな                       | 別3              |        | 8      |
| 3月中午      | 稲荷祭渡御                         | 12               |        | 7      |
| 4月上卯      | 稲荷祭神幸                         | 11、12           |        | 7      |
| 4月上酉      | 梅宮祭                             | 12               |        | 8      |
| 4月7日       | 擬階奏                             | 別2              | 12     | 7      |
| 4月8日       | 灌仏                               | 別2              | 12     | 7      |
| 4月中午      | 斎院御禊                           | 11               | 13、14 | 9      |
| 4月中未      | 祭警固召仰                         |                  | 13     |        |
| 4月中申      | 関白賀茂詣                         | 2、15            |        | 8      |
| 4月中酉      | 賀茂祭使の行列                     | 16               |        | 9      |
| 5月3日-5日   | 端午節会（六衛府菖蒲を奉る）       | 別2              | 15     | 9      |
| 5月5日       | 端午節会（検非違使検断・五月印地） | 13               |        | 9      |
| 5月5日-6日   | 端午節会（騎射）                   | 8                |        | 10     |
| 5月9日       | 今宮祭                             | 12               |        | 12     |
| 5月          | 着釱政                             | 14               |        | 11     |
| 6月1日       | 忌火御飯                           | 別2              | 16     |        |
| 6月14日      | 祇園御霊会                         | 9                |        | 11     |
| 6月末        | 六月祓                             | 10               |        | 12     |
| 9月20日      | 城南宮祭                           | 13               |        | 7      |
| 10月5日      | 射場始                             | 別2              | 17     | 12     |
| 10月24日     | 法勝寺大乗会                       |                  | 18     |        |
| 11月1日      | 御暦奏                             |                  | 16     |        |
| 11月中寅     | 鎮魂祭                             | 別2              | 6      | 12     |
| 11月下酉     | 賀茂臨時祭                         | 別1              | 19     |        |

## ギャラリー（住吉本）

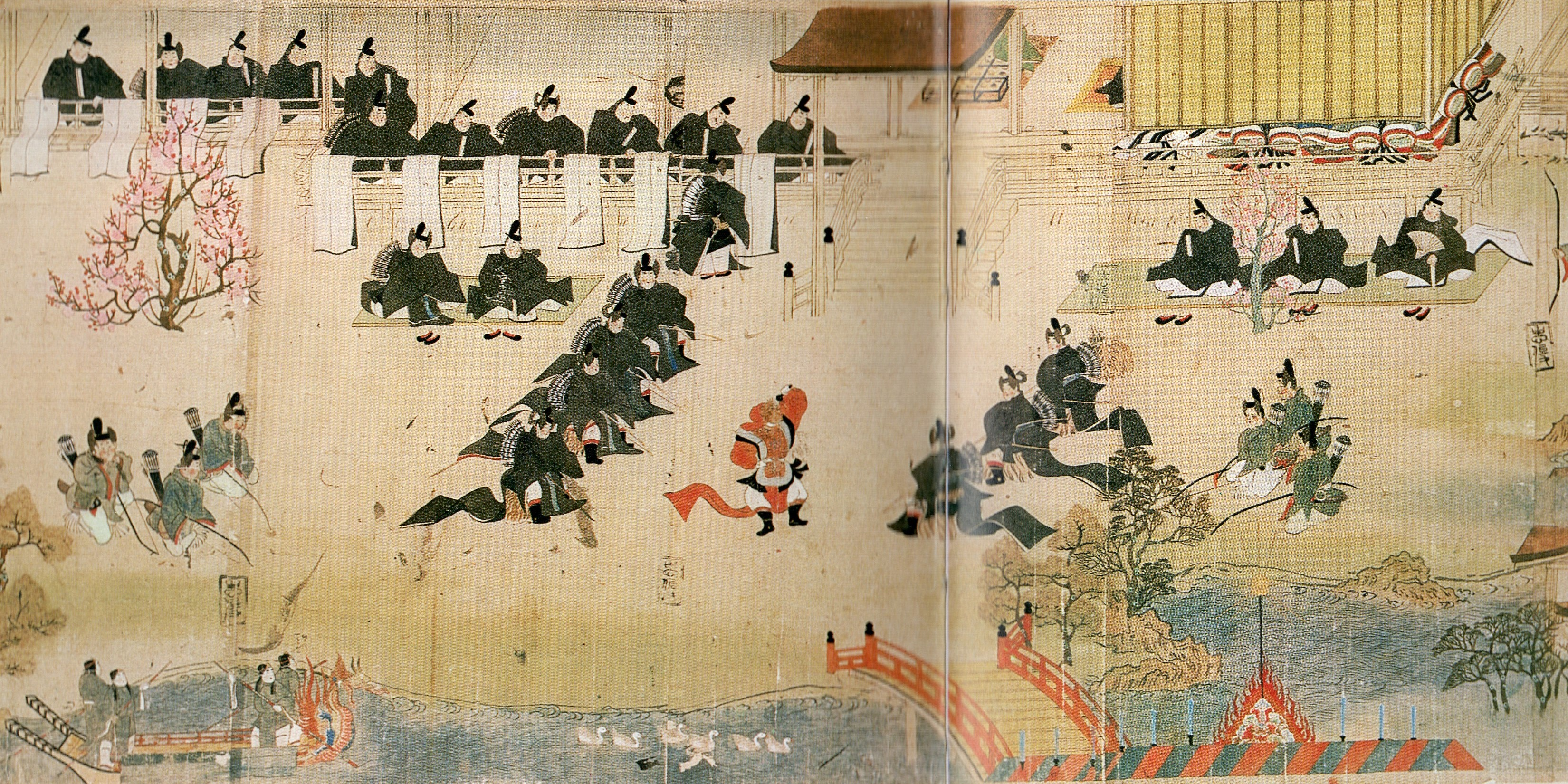
朝覲行幸（法住寺殿）
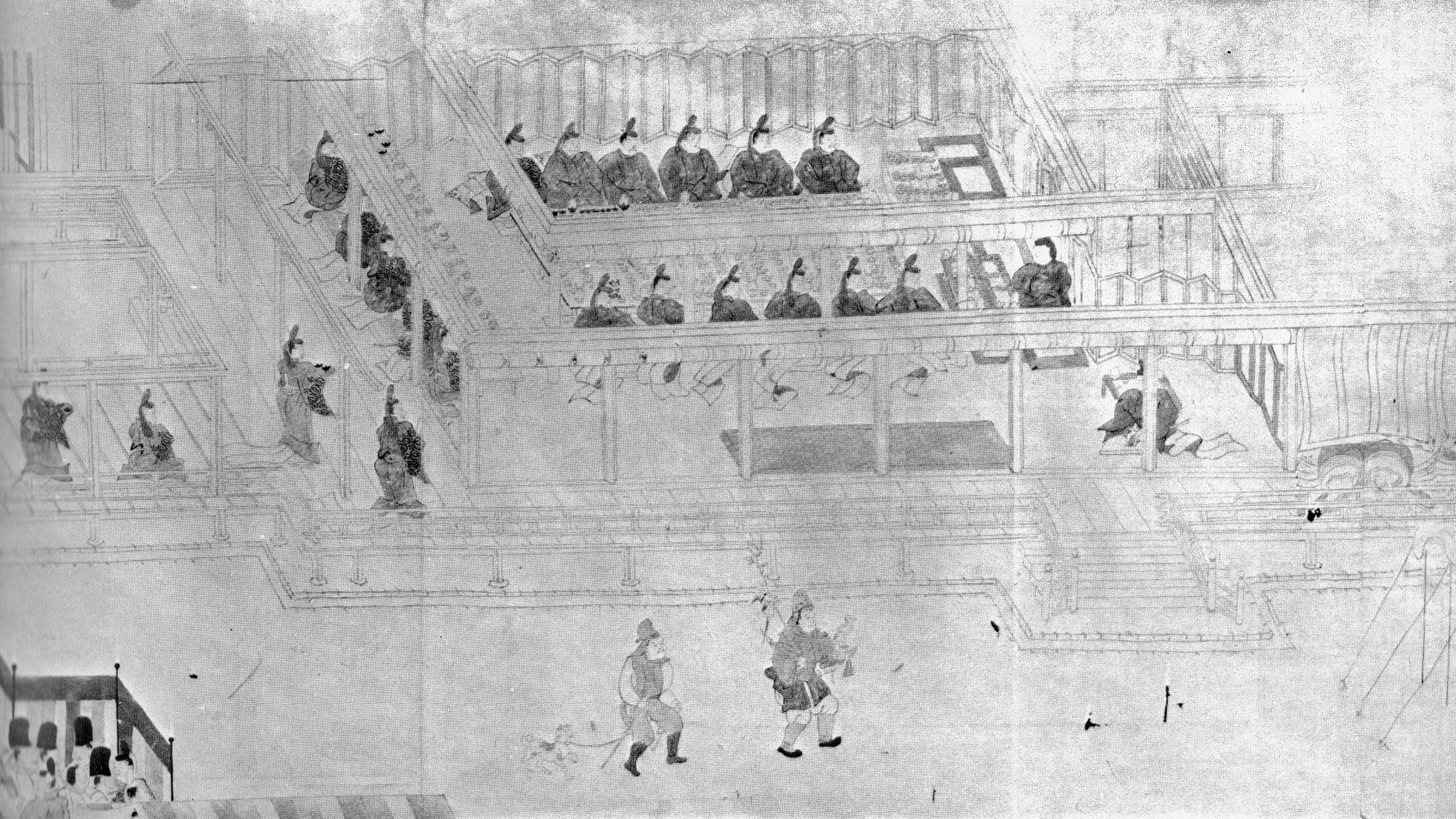
大臣大饗（東三条殿）
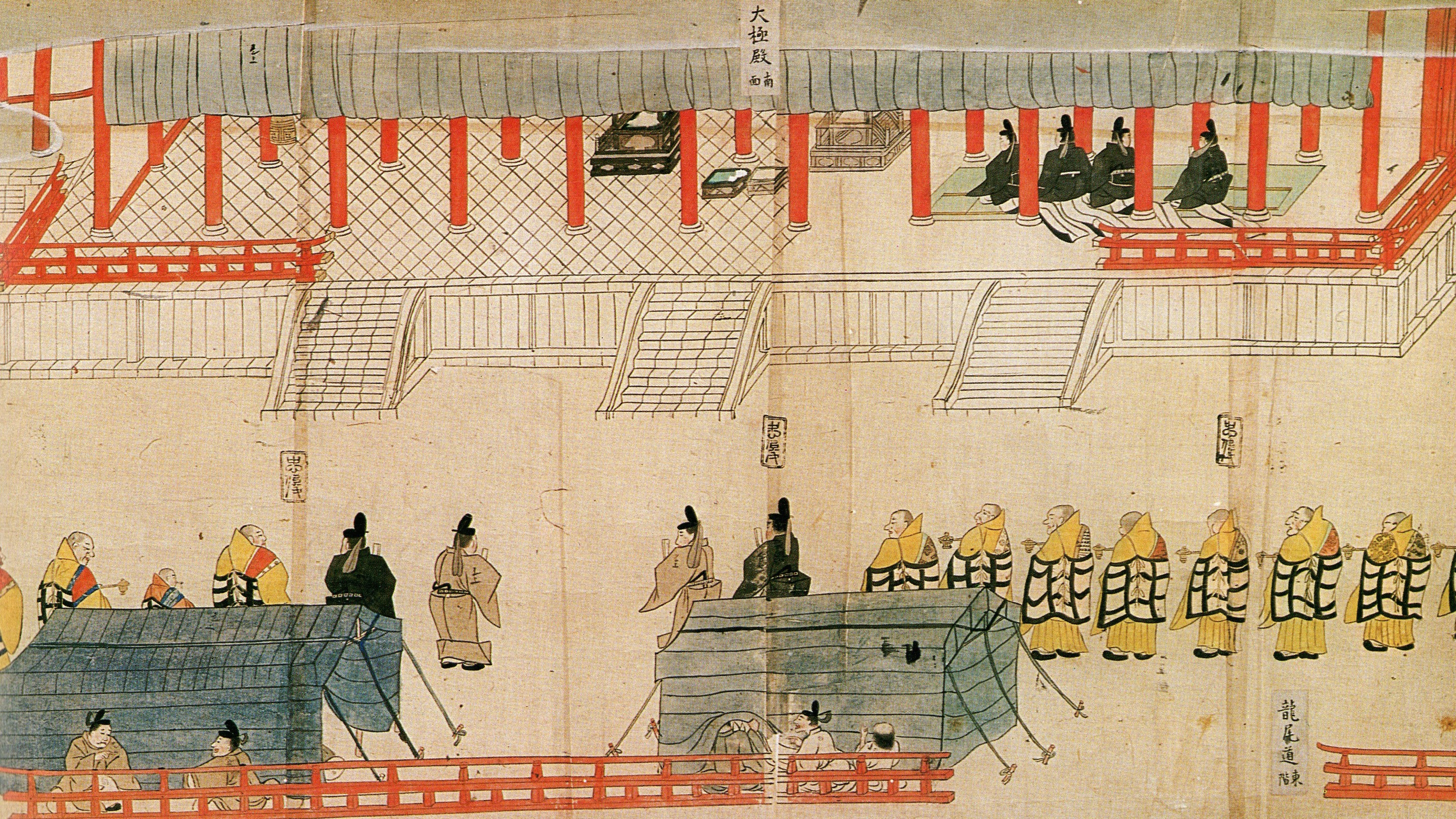
御斎会（大極殿）
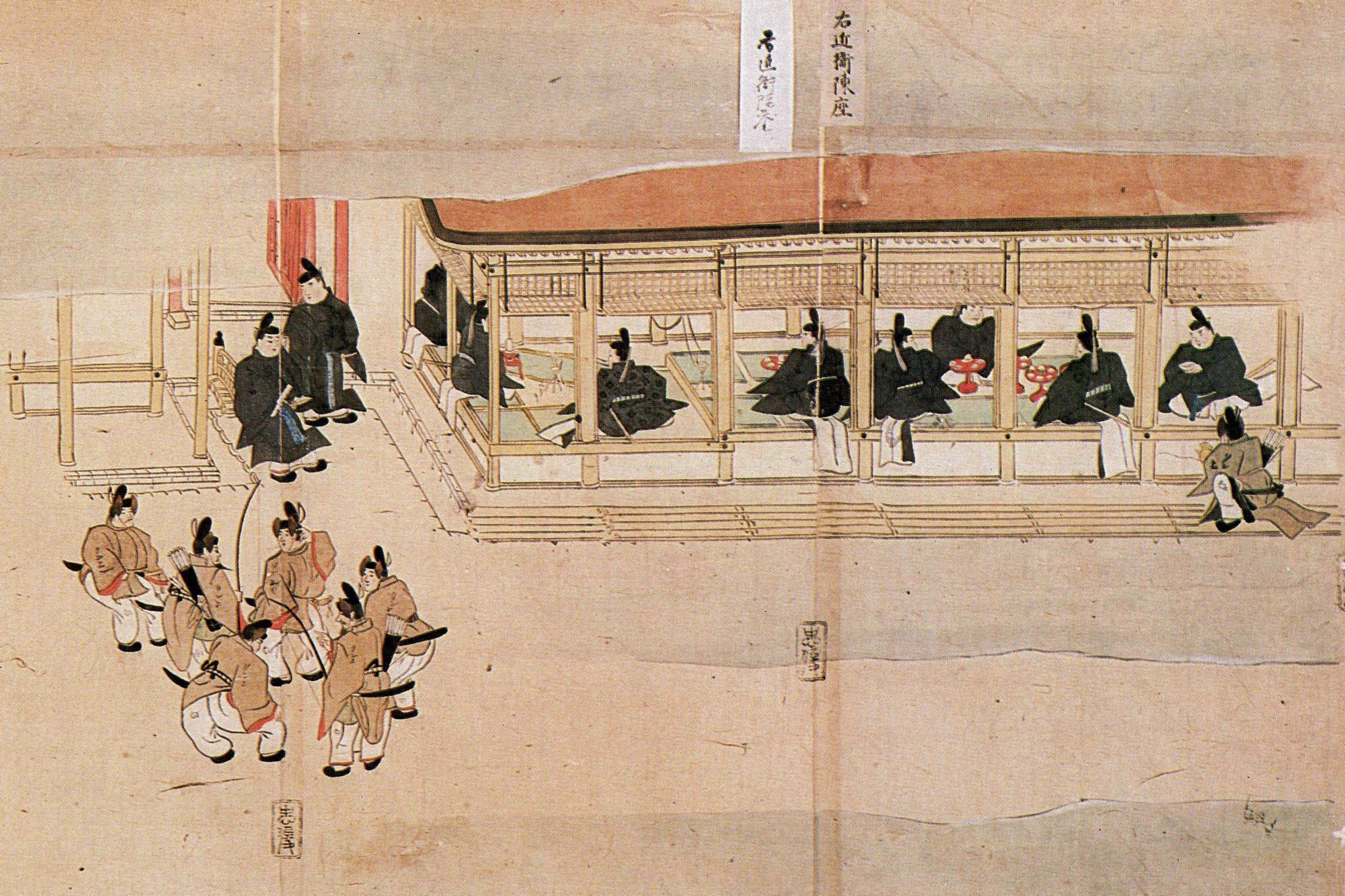
御斎会右近陣饗
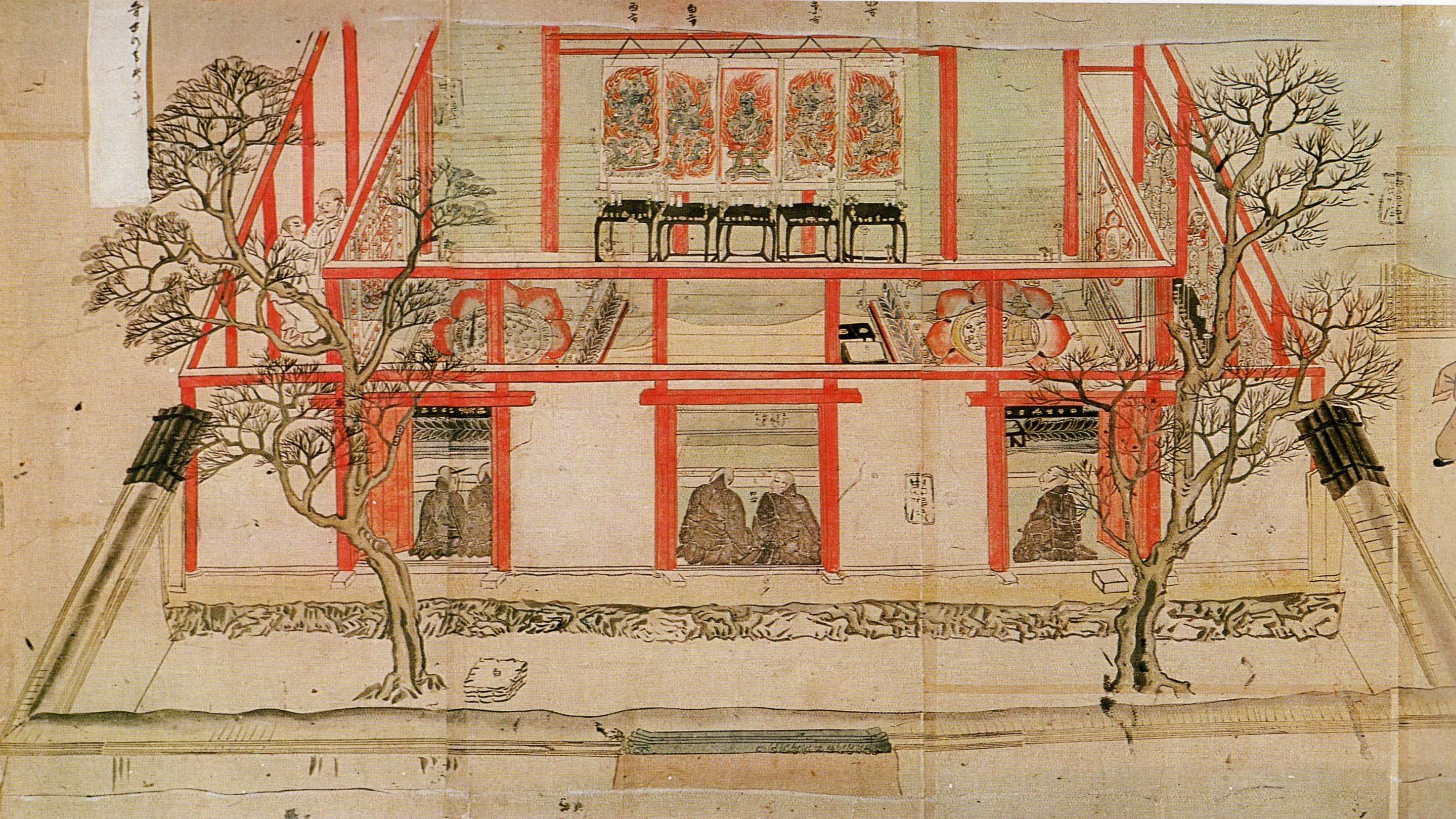
後七日御修法（真言院）
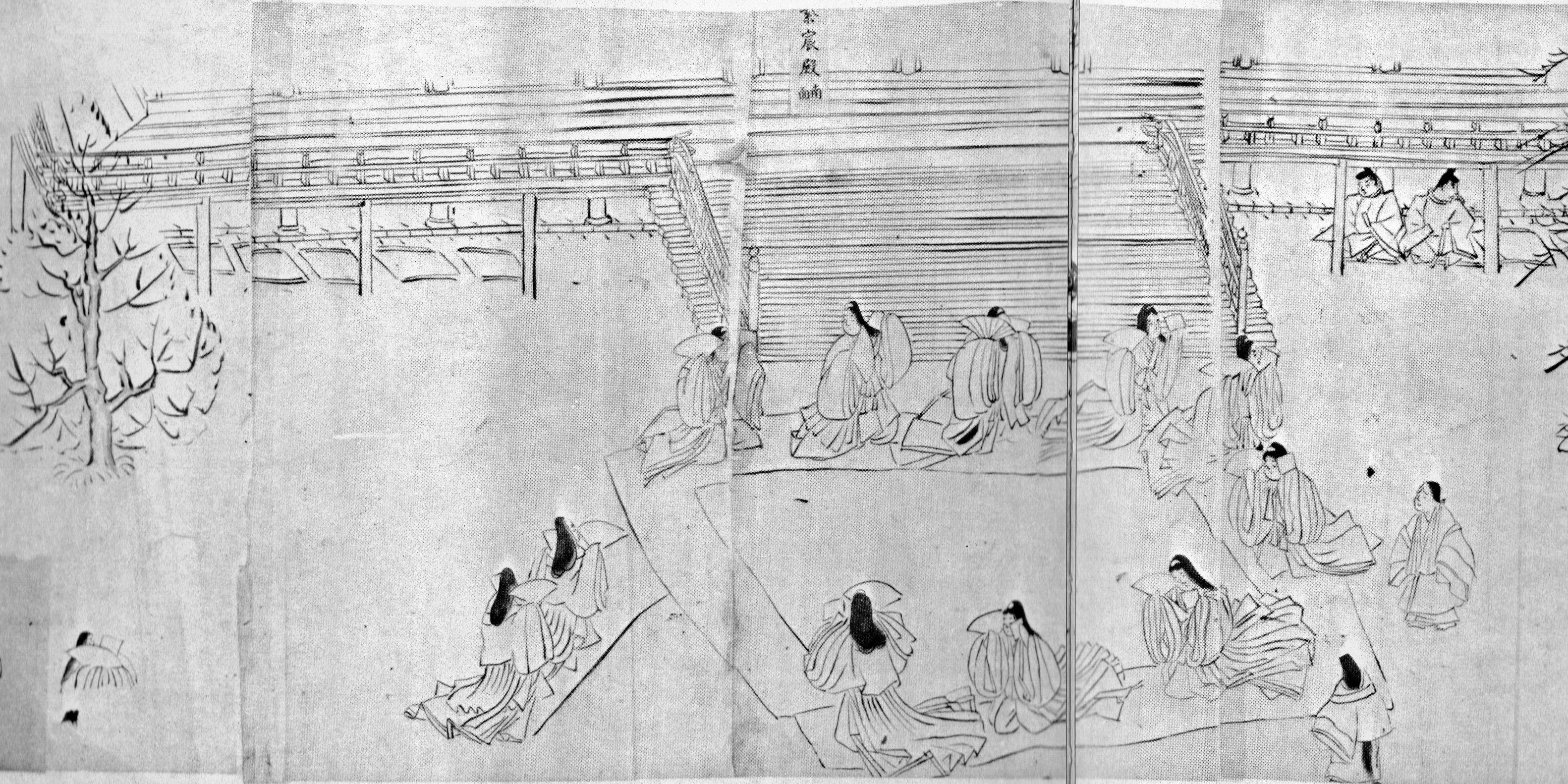
女踏歌（紫宸殿）
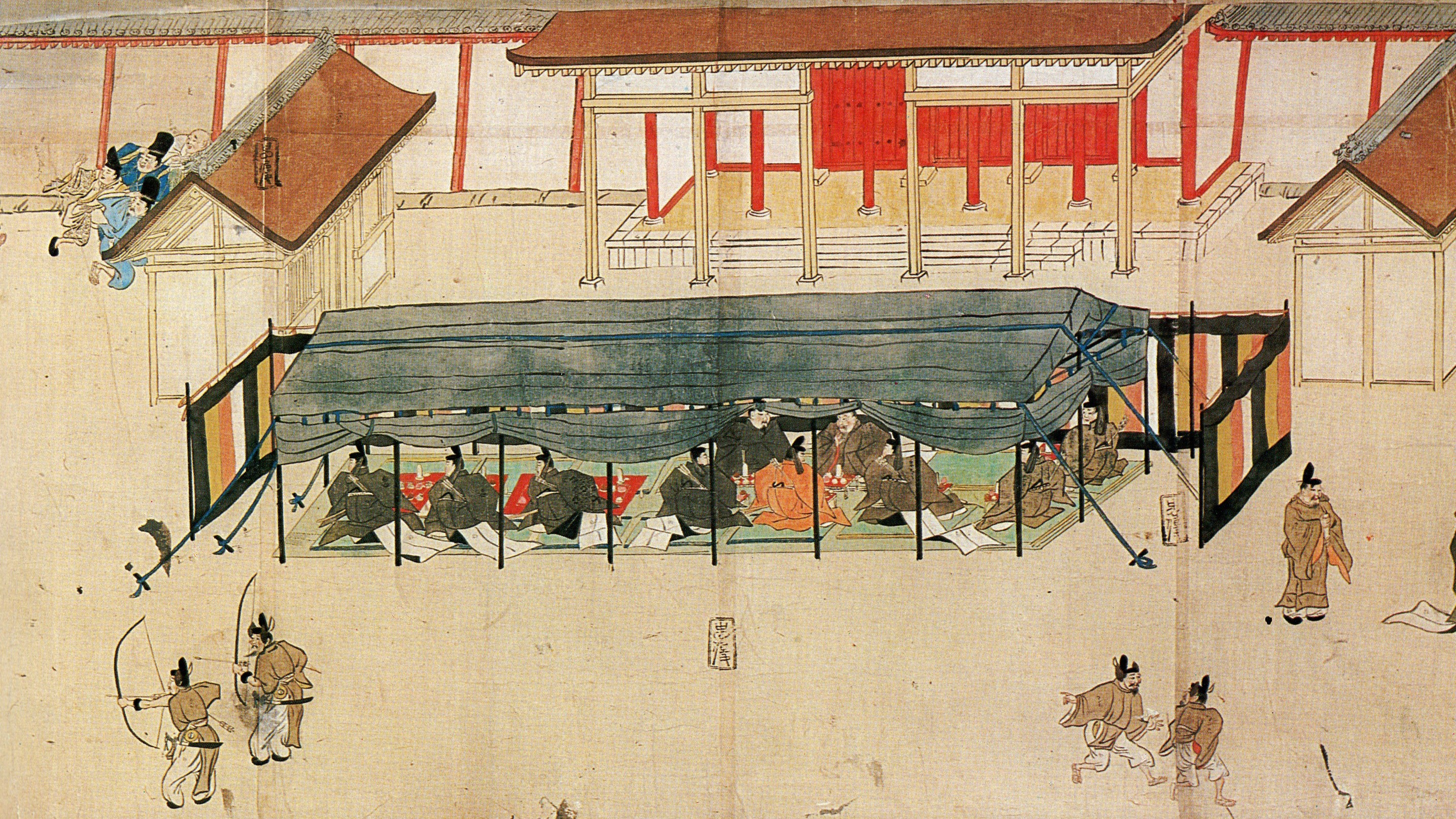
射遺（建礼門）
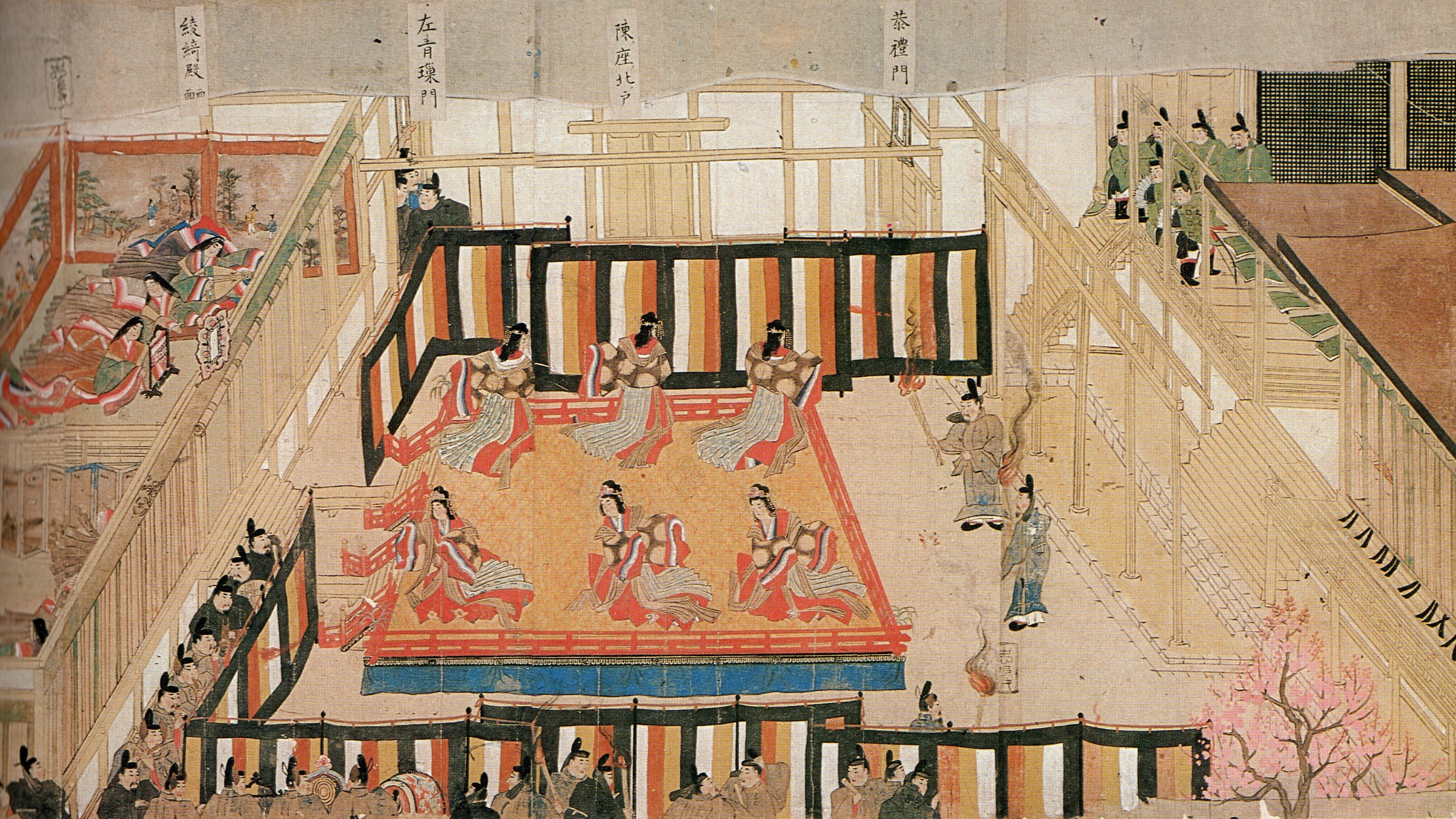
内宴（内裏）
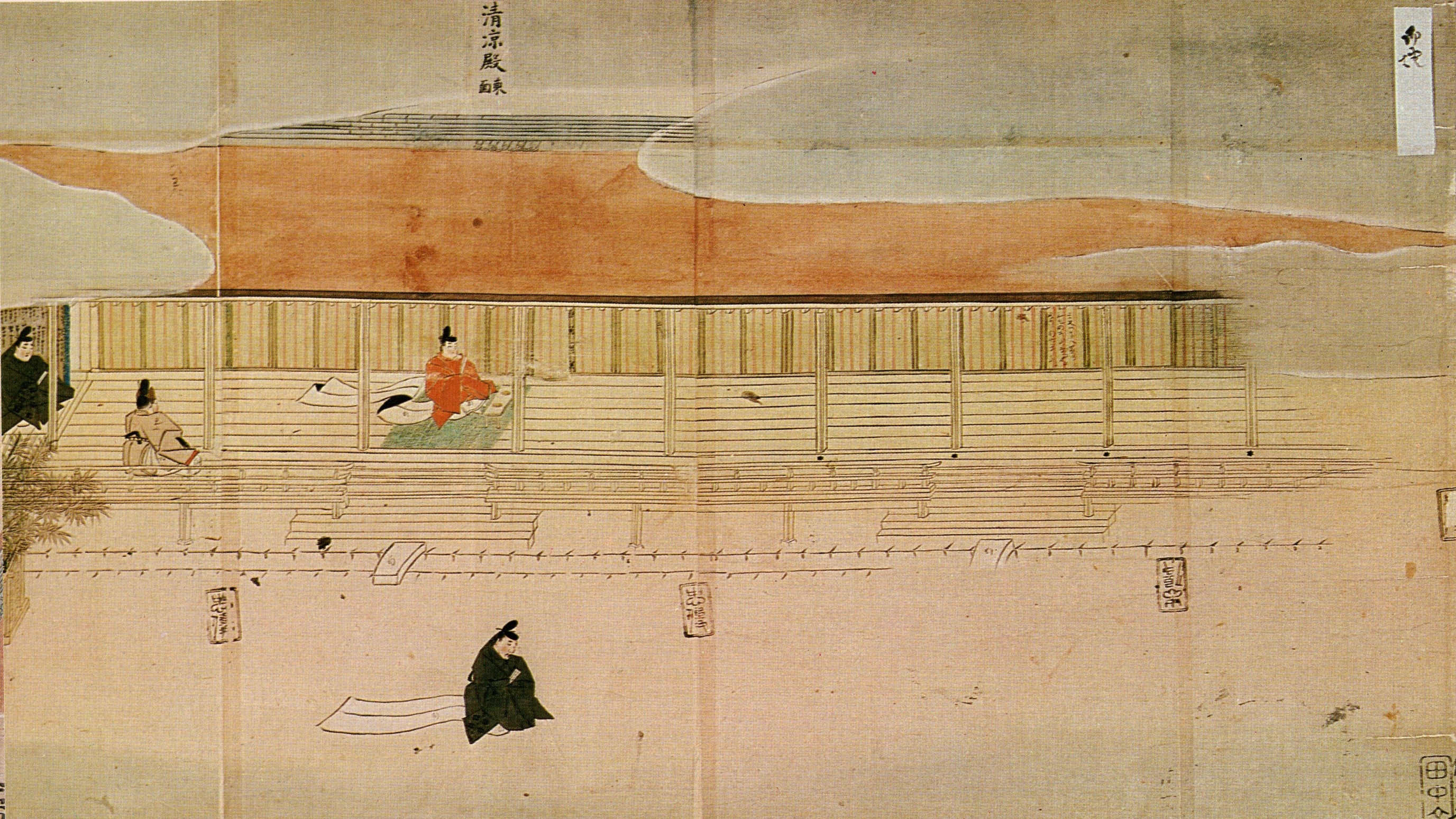
御燈御祓（清涼殿）
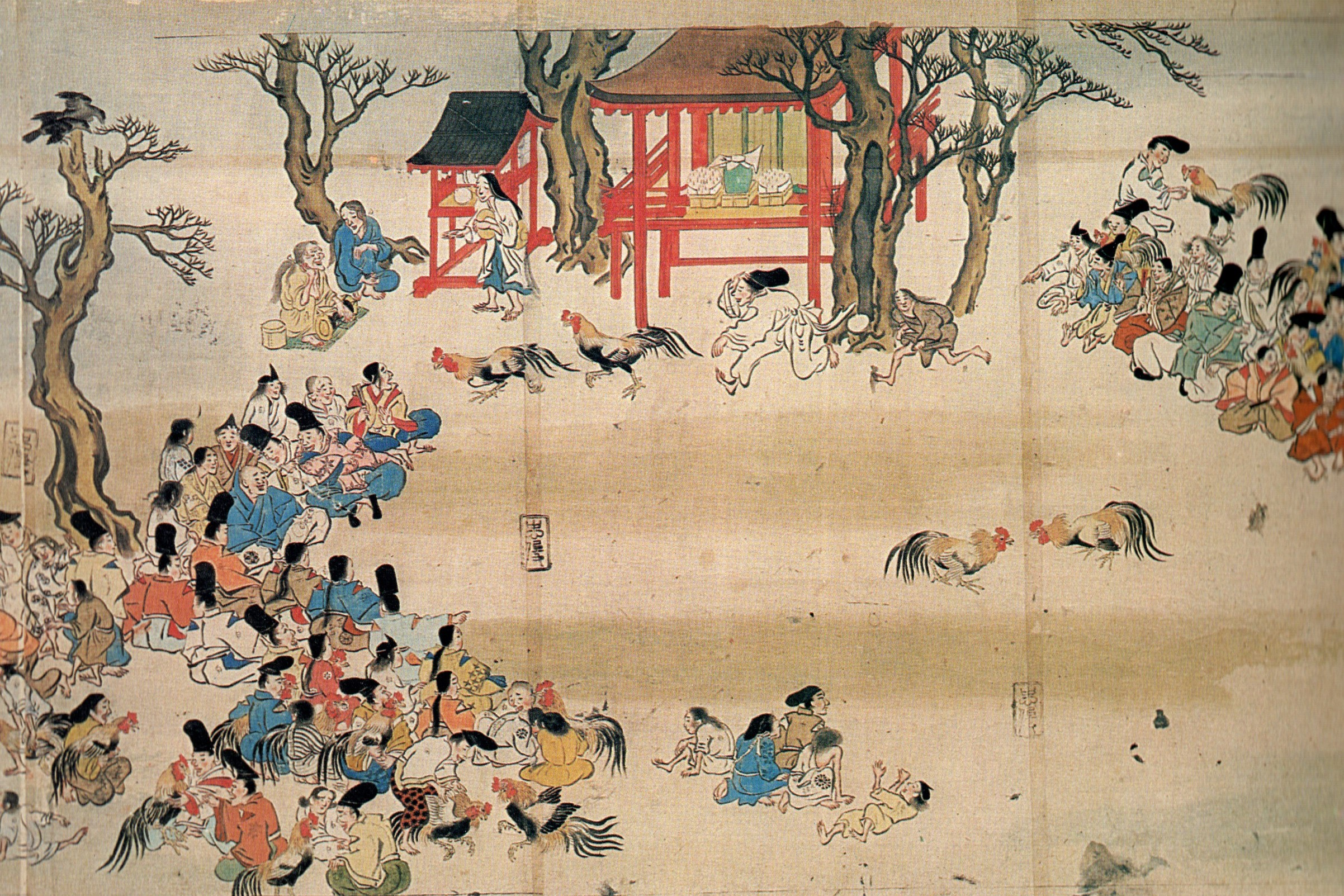
闘鶏（庶民）
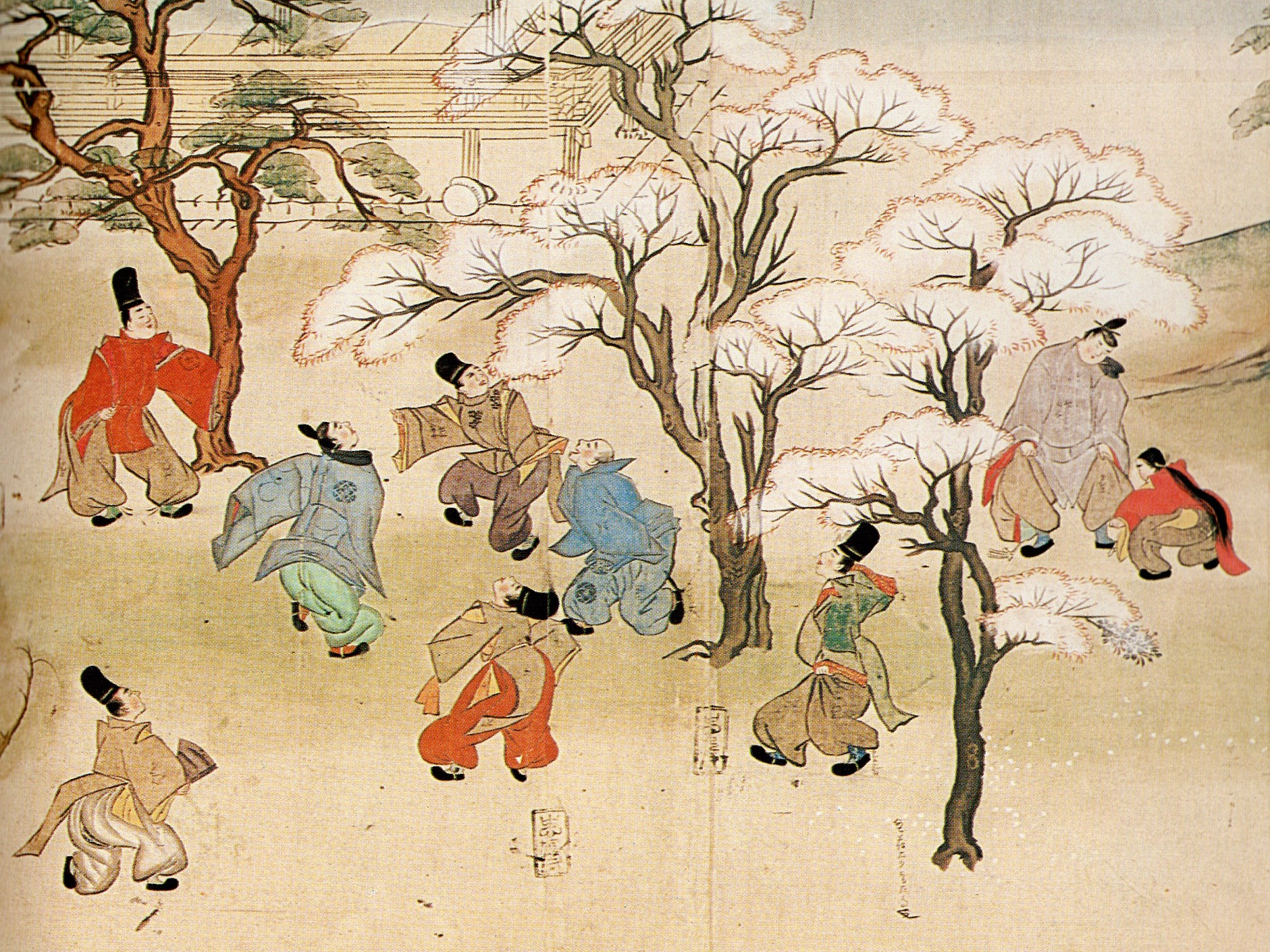
蹴鞠
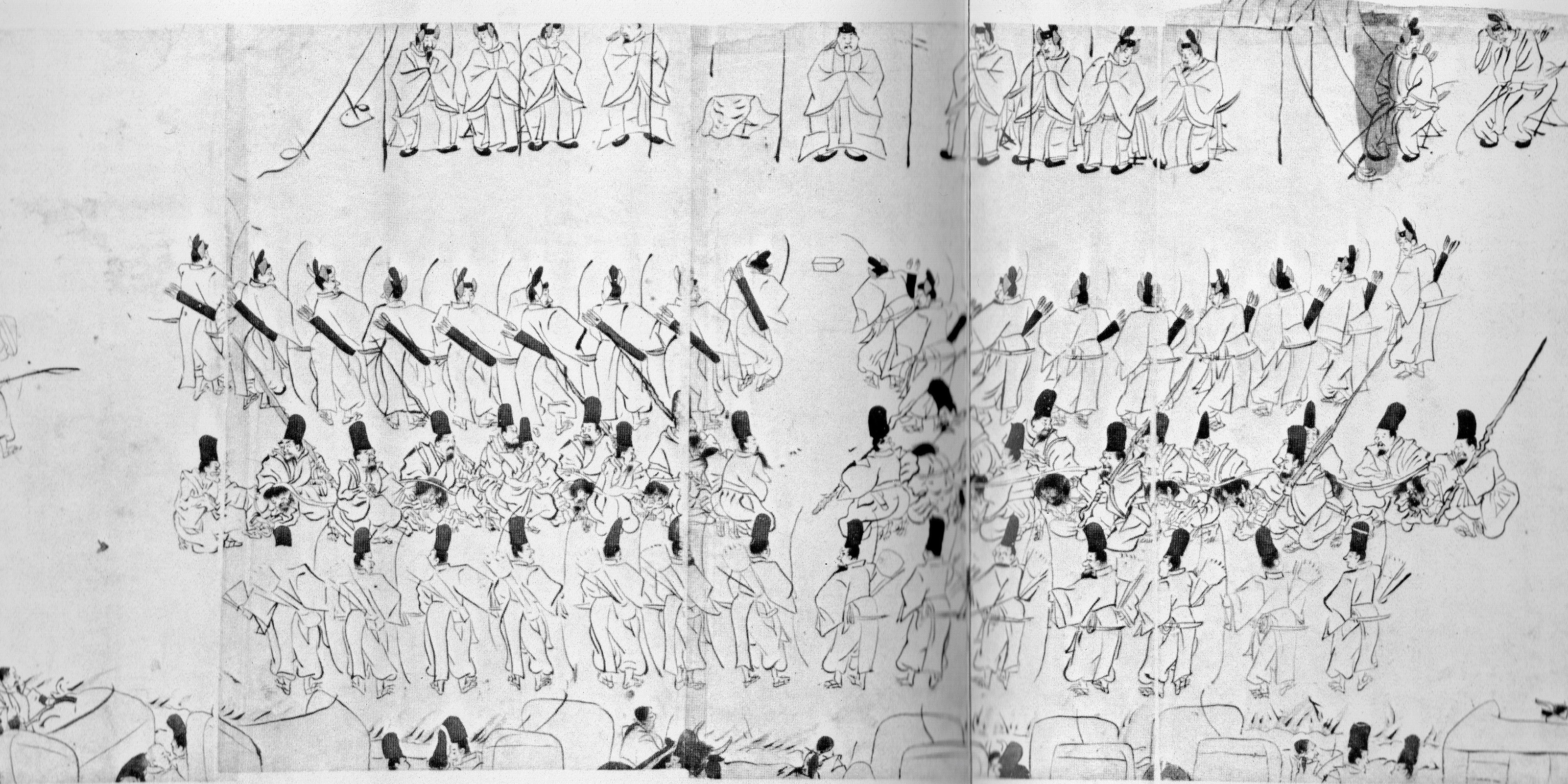
着釱政（東市）